# Gewöhnliches Spitzhörnchen
Das Gewöhnliche Spitzhörnchen oder Gewöhnliche Tupaja (Tupaia glis) ist eine Säugetierart aus der Familie der Spitzhörnchen (Tupaiidae). Es zählt zu den bekanntesten und besterforschten Vertretern dieser Gruppe.
In der Roten Liste gefährdeter Arten der Weltnaturschutzunion IUCN ist das Gewöhnliche Spitzhörnchen als nicht gefährdet (Least Concern) aufgeführt.

## Merkmale
Mit einer Kopfrumpflänge von rund 19 Zentimetern und einem Gewicht von rund 140 Gramm zählt das Gewöhnliche Spitzhörnchen zu den mittelgroßen Vertretern seiner Familie. Sein Fell ist an der Oberseite bräunlich und an der Unterseite rötlich-orange gefärbt. Sein buschiger Schwanz ist ungefähr so lang wie der Körper. Der Kopf ist durch eine verlängerte Schnauze und durch relativ kleine Ohren und Augen gekennzeichnet. Die Füße tragen jeweils fünf Zehen, die in scharfen, zum Klettern geeigneten Krallen enden.

## Verbreitung und Habitat

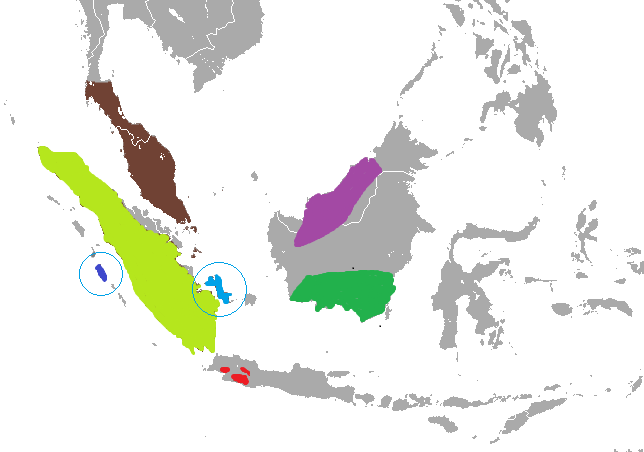
Braun – das Verbreitungsgebiet des Gewöhnlichen Spitzhörnchens, hellgrün – T. ferruginea, hellblau – T. discolor, rot – T. hypochrysa, dunkelgrün – T. salatana, violett – T. longipes.

Gewöhnliche Spitzhörnchen kommen südlich des 10. nördlichen Breitengrades im Süden Thailands, auf der Malaiischen Halbinsel und auf den an der Küste gelegenen Inseln bis nach Singapur vor. Spitzhörnchen auf Sumatra, auf Bangka, im Westen von Java und im Süden von Borneo, die bis zum Jahr 2013 dem Gewöhnlichen Spitzhörnchen zugerechnet wurden, gelten heute als eigenständige Arten (T. discolor auf Bangka, T. ferruginea auf Sumatra,  T. hypochrysa im Westen von Java und T. saltanaa im Süden von Borneo).
Gewöhnliche Spitzhörnchen leben vorrangig in ursprünglichen tropischen Regenwäldern mit Bestand von Flügelfruchtgewächsen, sind aber auch in Sekundärwald, Plantagen, Obstgärten und in der Nähe von Siedlungen gesichtet worden.

## Lebensweise
Der ursprüngliche Lebensraum dieser Tiere sind tropische Wälder, mittlerweile findet man sie jedoch auch in Plantagen und manchmal sogar in Gärten. Sie sind tagaktiv, die Nacht verbringen sie in Nestern in Baumwurzeln oder hohlen Baumstämmen verborgen, um tagsüber auf Nahrungssuche zu gehen. Gewöhnliche Spitzhörnchen sind in erster Linie Bodenbewohner, manchmal klettern sie zur Nahrungssuche auch auf Bäume.
Zum Sozialverhalten dieser Tiere gibt es unterschiedliche Angaben. Oft werden sie als monogame Spezies bezeichnet, bei der die Partner in langjährigen Beziehungen zusammenleben und ein gemeinsames Territorium bewohnen, das sie mit dem Sekret ihrer Duftdrüsen markieren. Andere Beobachtungen sprechen davon, dass sich das Gebiet eines Männchens mit dem mehrerer Weibchen überlappt, wobei die Territorien der Männchen größer als die der Weibchen sind. Ob beide Lebensweisen vorkommen oder ob es sich um falsche Beobachtungen handelt, ist noch ungeklärt.

## Nahrung
Gewöhnliche Spitzhörnchen sind Allesfresser. Auf ihrem Speiseplan stehen sowohl Insekten und kleine Wirbeltiere als auch Samen, Früchte und Blätter. Oft verzehren sie ihre Nahrung in eichhörnchenähnlicher Weise: Sie sitzen auf den Hinterbeinen und halten die gefundene Nahrung mit den Vorderpfoten.

## Fortpflanzung
Der Höhepunkt der Paarungszeit liegt zwischen Februar und Juni, obwohl sie sich das ganze Jahr über fortpflanzen können. Die Tragzeit liegt zwischen sechs und acht Wochen, wonach ein bis drei Jungtiere zur Welt kommen, die zunächst nackt und blind sind. Wie bei den meisten Spitzhörnchen lässt sich auch bei ihnen das seltene Säugen beobachten: die Jungtiere werden in einem eigenen Nest untergebracht, und die Mutter kommt nur alle zwei Tage vorbei, um sie zu säugen. Trotzdem wachsen Jungtiere aufgrund der fettreichen Milch sehr schnell, schon nach fünf Wochen sind sie entwöhnt und mit drei bis vier Monaten geschlechtsreif.
Während in freier Natur ihre Lebenserwartung bei rund zwei bis drei Jahren liegen dürfte, werden sie in menschlicher Obhut bis zu zwölf Jahre alt.

## Parasiten
Das Gewöhnliche Spitzhörnchen ist einer der beiden Wirte der Tierlaus Sathrax durus.

## Bedrohung
In manchen Regionen gelten sie als Plage, da sie sich manchmal in Plantagen aufhalten und Früchte verzehren, und werden dementsprechend verfolgt. Da ihr Fleisch als ungenießbar gilt, haben sie von dieser Seite keine Verfolgung zu befürchten. Im Vergleich zu anderen Spitzhörnchenarten gelten sie als häufig.

## Naturschutz
Tupaia glis ist im Anhang II des Washingtoner Artenschutzübereinkommen aufgeführt.